# Limnophora corvina
Limnophora corvina este o specie de muște din genul Limnophora, familia Muscidae. A fost descrisă pentru prima dată de Giglio-tos în anul 1893. Conform Catalogue of Life specia Limnophora corvina nu are subspecii cunoscute.